# يوين وغاوين
يوين وغاوين (بالإنجليزية: Ywain and Gawain) هي رومانسية شعر أرثورية إنجليزية وسطية من أوائل القرن الرابع عشر مستوحاة إلى حد كبير من الرومانسية الفرنسية القديمة في أواخر القرن الثاني عشر فارس الأسد (بالإنجليزية: The Knight of the Lion) لكريتيان دي ترويس.

## مؤامرة
يوين، أحد فرسان المائدة المستديرة للملك آرثر، بينما كان في بلاط آرثر يسمع من السير كولغريفانس عن مواجهة مع فارس، الذي هزمه في معركة. ينطلق يوين، ويقتل الفارس ويتزوج أرملة الفارس ألوندين بمساعدة خادمتها لونيت (أو لونيت)، وينتقل إلى قلعة زوج ألوندين الراحل. ومع ذلك، عندما قام آرثر ورجاله بزيارتهم، شجع غاوين يوين على الخروج من المغامرة، وترك زوجته وراءه. خلال مغامراتهما ينفصل الاثنان، ثم يجدان نفسيهما يتقاتلان ولكن يتعرفان على بعضهما البعض ويعاد توحيدهما. يعود يوين إلى زوجته ألوندين، وبمساعدة لونيه يتصالحان.

## المخطوطات
تم العثور على قصة يوين وغاوين في مخطوطة واحدة يرجع تاريخها إلى القرن الخامس عشر. لا توجد نسخ مطبوعة معروفة لهذا النص الفريد من نوعه قبل القرن الـ ١٩. تتكون القصيدة من 4032 سطراً، في مقاطع مقفية، وكثفت 6818 سطراً لكريتيان من خلال التركيز على أحداث القصة على حساب التفاصيل الوصفية، وعلم النفس، والتلاعب بالكلمات.  هذا البقاء الفريد موجود في المكتبة البريطانية MS Cotton Galba E ix. )، وهي مخطوطة لا تحتوي على ايضاحات ويعود تاريخها إلى اوائل القرن الـ ١٥.

## روابط خارجية
```
from Sir Perceval of Galles and Ywain and Gawain, edited by Mary Flowers Braswell, Kalamazoo, Michigan: Medieval Institute Publications, 1995.
Ywain and Gawain,
```